# Rose Bay (Nouvelle-Galles du Sud)

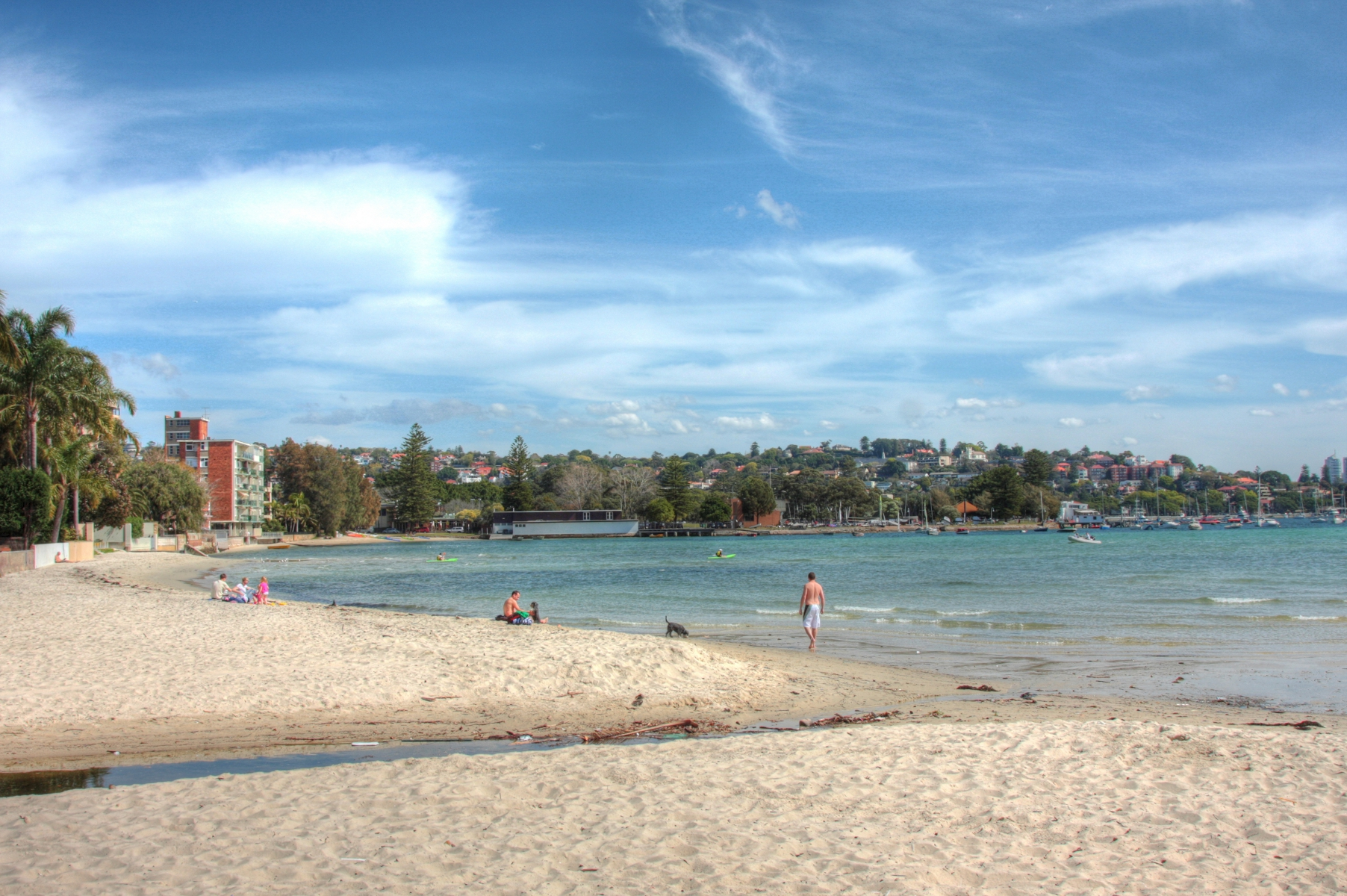
Sur la rive de Rose Bay.

Rose Bay est un quartier du sud-est, situé dans la municipalité de Woollahra, de Sydney dans l'État de Nouvelle-Galles du Sud en Australie. Il est baigné par la baie de Sydney et fait partie de la région métropolitaine appelée Eastern Suburbs.